# Gran Premio San Lorenzo
Le Gran Premio San Lorenzo est une course cycliste espagnole disputée à Huesca, en Aragon. Organisée par le Club Ciclista Oscense, elle est traditionnellement courue le 15 août, dernier jour des fêtes locales de Huesca. 
La première édition officielle de l'épreuve a lieu en 1946. Avant 1968, la course est ouverte aux coureurs professionnels.

## Palmarès

### Hommes
| Année     | Vainqueur                 | Deuxième                  | Troisième             |
| --------- | ------------------------- | ------------------------- | --------------------- |
| 1946      | Quilez                    | Mediano                   | Aylagas               |
| 1947      | Lahoz                     |                           |                       |
| 1949      | Martínez                  |                           |                       |
| 1950      | José Casorrán (es)        |                           |                       |
| 1951      | José Escolano             |                           |                       |
| 1952      | José Lahoz (es)           |                           |                       |
| 1953      | José Lahoz (es)           |                           |                       |
| 1954      | Pablo Coscolluela (ca)    |                           |                       |
| 1955      | Ricardo Catalán           |                           |                       |
| 1956      | Bernardo Ruiz             |                           |                       |
| 1957      | Miguel Pacheco            |                           |                       |
| 1958      | Santiago Mostajo (es)     |                           |                       |
| 1959      | Antonio Karmany           | Juan Campillo             | Antonio Bertrán       |
| 1960      | Luis Goya                 |                           |                       |
| 1961      | Angelino Soler            | Salvador Botella          | Juan Campillo         |
| 1962      | Francisco Tortellà        |                           |                       |
| 1963      | Antonio Suárez            |                           |                       |
| 1964      | Jacinto Urrestarazu       |                           |                       |
| 1965      | Carlos Echeverría         | Antonio Gómez del Moral   | Salvador Honrubia     |
| 1966      | José Soria                |                           |                       |
| 1967      | Antonio Gómez del Moral   |                           |                       |
| 1968      | Jesús Esperanza           |                           |                       |
| 1969      | Fernando Iragorri         |                           |                       |
| 1970      | José María Echevarría     |                           |                       |
| 1971-1972 | non disputé               | non disputé               | non disputé           |
| 1973      | Jorge Ferrer              |                           |                       |
| 1974      | Miguel Ruiz               |                           |                       |
| 1975      | Luis Casas (ca)           |                           |                       |
| 1976      | Jesús Lopeza              |                           |                       |
| 1977      | Juan Fernández Martín     |                           |                       |
| 1978      | Roberto Mir               |                           |                       |
| 1979      | Jesús López               |                           |                       |
| 1980      | Torrubias                 |                           |                       |
| 1981      | Gerardo Pérez             |                           |                       |
| 1982      | Michel Bernard            |                           |                       |
| 1983      | Batan                     |                           |                       |
| 1984      | José Antonio Moyano       |                           |                       |
| 1985      | Javier Ruiz Francés       |                           |                       |
| 1986      | Fernando Orquín           |                           |                       |
| 1987      | Jesús Marcial Ramón       |                           |                       |
| 1988      | Éric Caumeil              |                           |                       |
| 1989      | Luis Miguel Guerra        |                           |                       |
| 1990      | Alberto Julia             |                           |                       |
| 1991      | Alfonso García            |                           |                       |
| 1992      | Patrick Invernizzi        |                           |                       |
| 1993      | Juan Carlos Banzo         |                           |                       |
| 1994      | Iván Herrero              |                           |                       |
| 1995      | Carlos Torrent            |                           |                       |
| 1996      | Nikolaï Kouznetsov        |                           |                       |
| 1997      | Daniel Bayes              |                           |                       |
| 1998      | Ramón Medina              |                           |                       |
| 1999      | Javier Bielsa             |                           |                       |
| 2000      | Juan de Dios González     |                           |                       |
| 2001      | Javier Bielsa             |                           |                       |
| 2002      | Alexander Rotar           |                           |                       |
| 2003      | Luis Moyano               | Jorge Piñero              | David Molinero        |
| 2004      | Daniel Arnal              | Luis Moyano               | Alejandro Graus       |
| 2005      | Mauricio Muller           | Bruno Montull             | Luis Moyano           |
| 2006      | Iñaki Ancizar             | Eric de Miguel            | Mikel Otero           |
| 2007      | Antonio Miguel Parra (es) | Luis Moyano               | Ricard de Miguel      |
| 2008      | Gabriel Richard           |                           |                       |
| 2009      | Arturo Ariño              | Pedro Solano              | Raúl Velasco          |
| 2010      | Martín Iraizoz            | Javier Iriarte            | Javier Etxarri        |
| 2011      | Marcos Crespo             | Mauricio Muller           | Juan de Dios González |
| 2012      | Marcos Crespo             | Antonio Miguel Parra (en) | Adrián Richeze        |
| 2013      | Julián Gaday              | Sebastián Tolosa          | Marcos Crespo         |
| 2014      | Emiliano Ibarra           | Rubén Sánchez             | Juan de Dios González |
| 2015,     | Diego Tamayo              | Jorge Arcas               | Sebastián Mora        |
| 2016      | Luciano Martínez          | Sergio Samitier           | Juan de Dios González |
| 2017      | Jason Huertas             | Roger Adrià               | Christofer Jurado     |
| 2018      | Sebastián Mora            | Felix Molina              | David Martín Martínez |
| 2019      | Roger Adrià               | Miguel Briz               | Alex Jaime            |
| 2020-2021 | non disputé               | non disputé               | non disputé           |
| 2022      | Jason Huertas             | Seddik Benganif           | Samuel Painter        |
| 2023      | Vlas Shichkin             | Edgar Curto               | Pablo Ara             |
| 2024      | Arnau Solé                | Jaume Villar              | Sergio López Pelegrín |
| 2025      | Asger Paaske Frederiksen  | Beñat Garaiar             | Joan Cadena           |

Victoires par pays
| Victoires | Pays       |
| --------- | ---------- |
| 57        | Espagne    |
| 8         | Argentine  |
| 3         | France     |
| 2         | Costa Rica |
| 2         | Russie     |
| 1         | Ukraine    |
| 1         | Colombie   |
| 1         | Danemark   |

### Femmes
| Année | Vainqueur  | Deuxième          | Troisième           |
| ----- | ---------- | ----------------- | ------------------- |
| 2024  | Iris Gómez | Estefanía Jiménez | Ainara Elbusto (eu) |
| 2025  | Laia Bosch | Goretti Sesma     | Paula Barrios       |